# Cistus stenophyllus
Cistus stenophyllus là một loài thực vật có hoa trong họ Nham mân khôi. Loài này được Link mô tả khoa học đầu tiên năm 1822.